# Gótico radiante

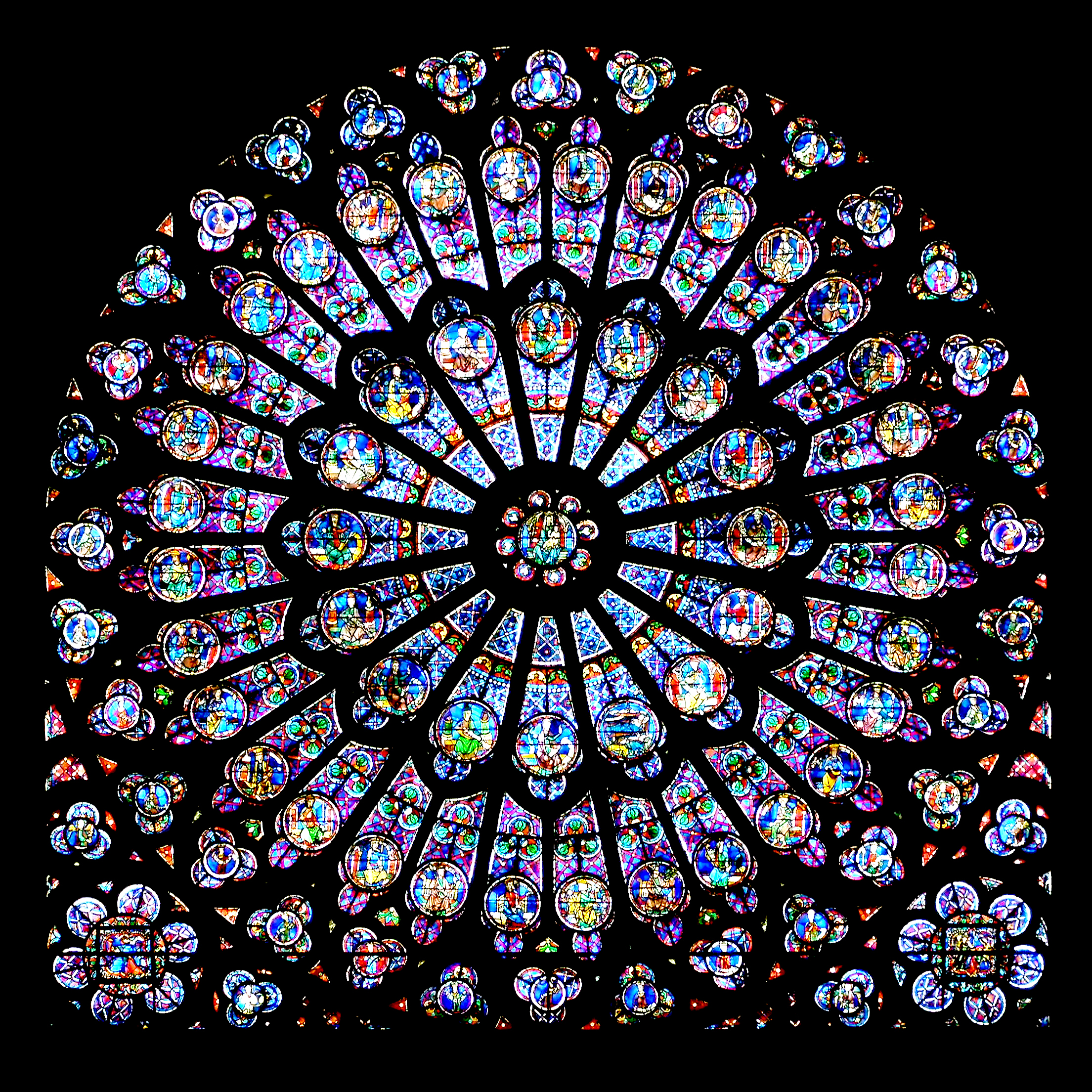
Rosetón radiante de la catedral de Notre-Dame de París.

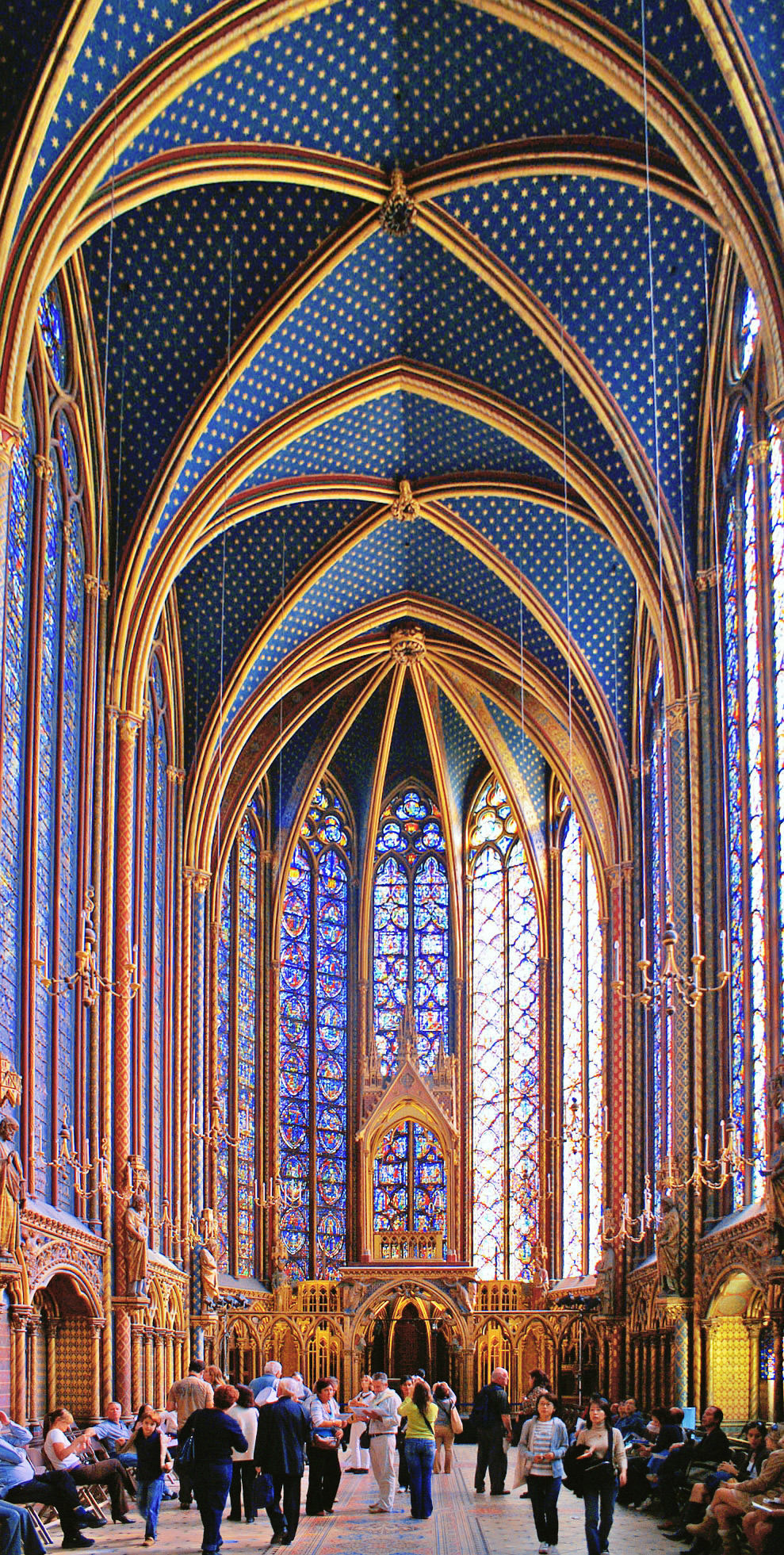
La Sainte Chapelle.

El gótico radiante (en francés rayonnant, pronunciación en francés: /ʁɛjɔnɑ̃/)  es la denominación historiográfica de una de las fases del arte gótico, acuñada específicamente para la arquitectura gótica francesa del período comprendido entre ca. 1240 y 1350 (dentro de la primera mitad de este periodo se inserta todo el reinado de Luis IX, el Santo, que gobernó entre 1226 y 1270). La teoría evolutiva de los estilos artísticos ha denominado este estilo como gótico manierista, al representar el estadio intermedio entre el anterior gótico clásico (o primer gótico) y el posterior gótico tardío (gótico florido, gótico flamígero).
Se caracteriza por un cambio de orientación a partir de la utilización de la gran escala y del racionalismo espacial del alto gótico (en edificios como la catedral de Chartres o la nave de la catedral de Amiens) hacia una mayor preocupación por las superficies y la repetición de los motivos decorativos a diferentes escalas. Los edificios tienden también a ganar en altura y verticalidad y se busca un efecto de ligereza y riqueza, superando la austeridad y cierta pesadez de la etapa precedente. Desde la mitad del siglo XIV, el radiante se transformó gradualmente en el gótico tardío, estilo flamígero, aunque como es habitual con este tipo de etiquetas estilísticas arbitrarias, el punto de transición no está claramente definido.
Uno de los primeros edificios que sentaron los patrones de este estilo fue la catedral de Beauvais, que pretendía una altura de las bóvedas tan imponente (48 metros) que no fue igualada en ningún otro edificio gótico. La Sainte-Chapelle, en París, concebida como una especie de relicario de cristal, constituye el paradigma perfecto del estilo radiante.
En el interior la luz se convierte en el elemento predominante y en función de ella y de su significado simbólico y espiritual, se conciben el resto de elementos arquitectónicos. Se intenta liberar los muros de su función sustentante para disponer rosetones radiales (de ahí el nombre) y vanos  cada vez más grandes, que se decoran con vidrieras muy decoradas, sobre todo de color azul oscuro y rojo. Los ventanales y portadas se estilizan, se hacen más estrechos y apuntados y las decoraciones se complican a la vez que se hacen menudas y menos naturalistas. Aparecen elementos predominantemente abstractos, a modo de tracerías o filigranas, invadiendo los espacios vacíos de los muros. 

## Terminología

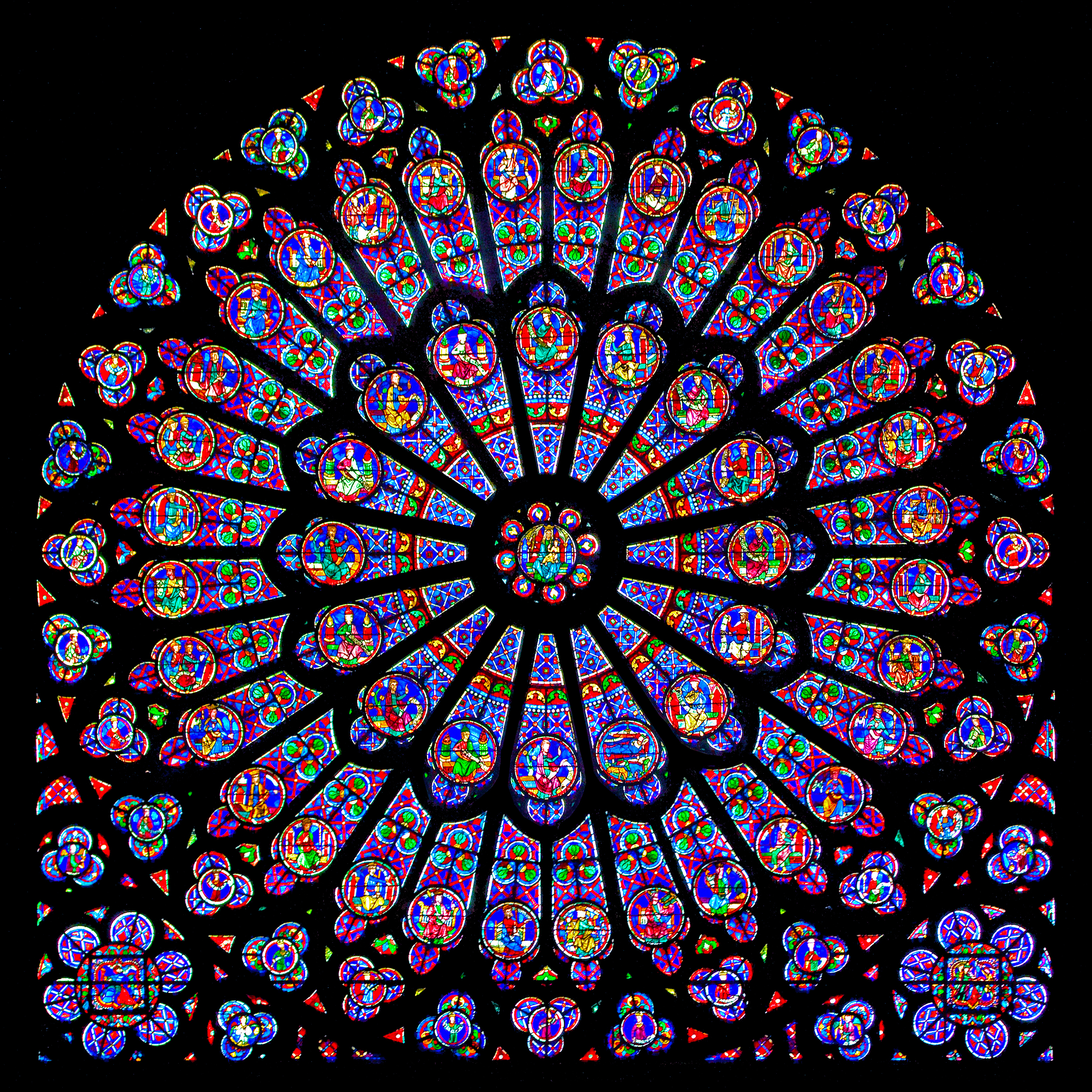
Rosetón del gótico radiante.

El nombre radiante (Rayonnant ) deriva de los intentos de los historiadores del arte francés del siglo XIX (en particular, Henri Focillon y Fernand de Lasteyrie) de clasificar los estilos gótico sobre la base de la tracería de las ventanas. A pesar de que estos esfuerzos se consideran ahora como erróneos, los términos resultantes han sobrevivido en cierta medida (radiante y flamígero siguen siendo ampliamente utilizados por los historiadores del arte, aunque el antiguo y engañoso término lanceolado (Lancet) ha dado paso generalmente al gótico clásico (High Gothic)). Sobre esta base, Focillon y sus colegas adoptaron el término radiante para describir específicamente los rayos que irradian en los rosetones que florecieron durante este período. (Algunas fuentes derivan de forma incorrecta el término de las capillas radiales que se extienden desde el ábside; sin embargo, estas no están asociadas específicamente con este período y ya habían sido una característica estándar de la arquitectura continental desde el siglo XI en los edificios románicos como la abadía de Cluny y la catedral de Santiago de Compostela).

## Orígenes y desarrollo

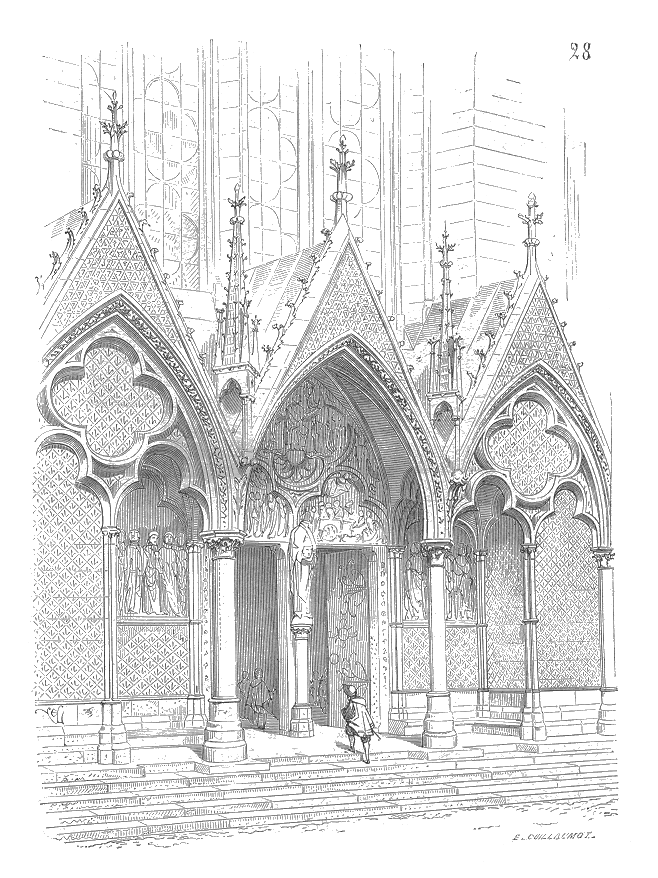
Vista reconstruida del portal de San Nicasio, Reims

Aunque los elementos del nuevo estilo se pueden encontrar ya en la iglesia de la abadía cisterciense de Royaumont (comenzada en 1228 y ahora en su mayoría destruida), quizás el paso más importante en el desarrollo del estilo radiante fue la construcción de la Antigua iglesia de San Nicasio de Reims, en Reims (comenzada en 1231). A pesar de que esta iglesia fue totalmente destruida durante la Revolución Francesa, su fachada es bien conocida a través de los grabados del siglo XVIII. El arquitecto (Hugues de Libergier) tomó varios de los elementos existentes del vocabulario decorativo gótico y los utilizó para crear una nueva estética visual.
Quizás la característica más influyente de la San Nicasio fuera su fachada oeste, construida como una serie de gabletes decorados con crochés y una mezcla de tracería ciega y perforada, intercalada con estrechos pináculos. A diferencia de las anteriores fachadas occidentales góticas, con su clara división en tres partes horizontales y verticales, el diseño de Libergier era más del tipo pantalla (de hecho, puede haber estado inspirado por las primeras pantallas del coro) y a una escala mucho más humana que las cavernosas puertas de la catedral de Reims. Varios de los elementos de la fachada de San Nicasio fueron pronto asimilados por otros arquitectos y se pueden reconocer, por ejemplo, en el tratamiento del portal del transepto norte de Notre Dame de París y alrededor de la línea de cubierta de la Sainte Chapelle.

## Características generales de la arquitectura radiante

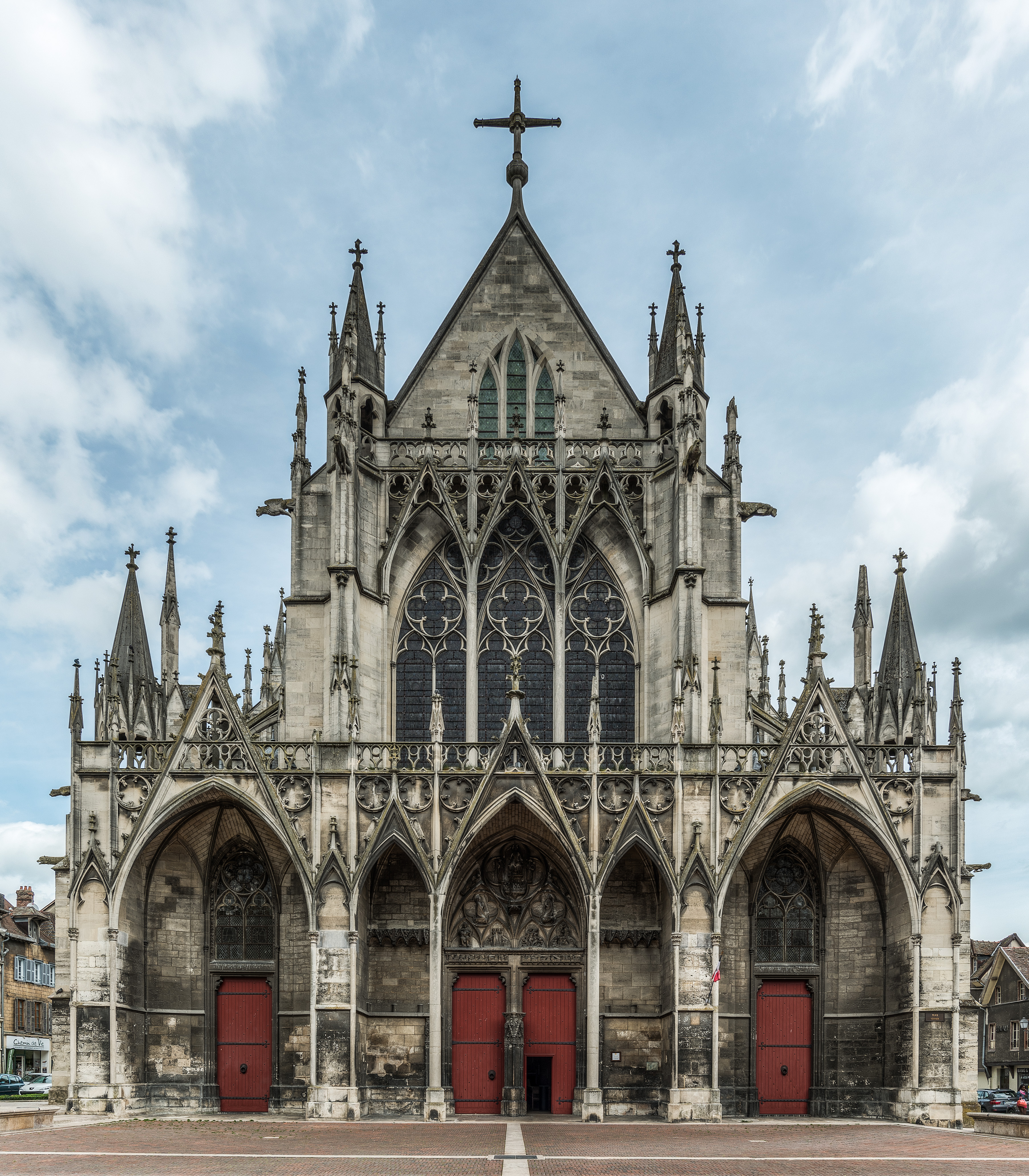
Fachada de la basílica de San Urbano de Troyes, una verdadera pantala de traceria abierta, con gabletes y pináculos

Aunque todas las fases de la arquitectura gótica se caracterizan por una cierta preocupación  por los niveles de iluminación y la apariencia de ligereza estructural, el estilo radiante llevó esto al extremo. Más que nunca antes, la superficie de los muros fue perforada con vanos (véase, por ejemplo, la Sainte-Chapelle de París) y los edificios eran verdaderas pantallas de tracería sobre el exterior que ocultaban la mayor parte de los muros sustentantes y contrafuertes (por ejemplo, en la catedral de Estrasburgo o la basílica de San Urbano de Troyes) .

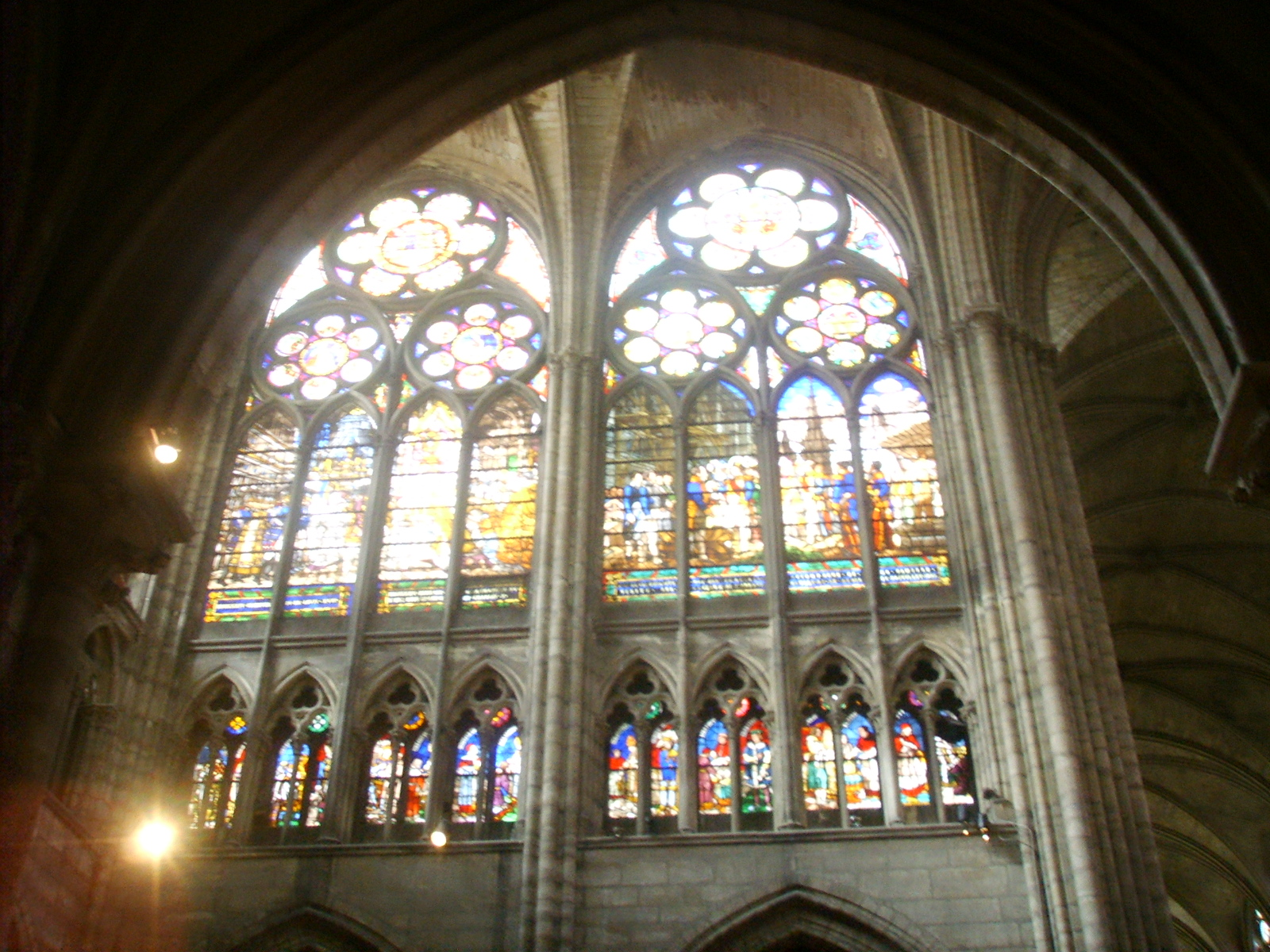
Tracería de barras y triforio acristalado en la nave de San Denis (las ventanas actuales fueron remplazadas en el)

A medida que aumentaba el tamaño de las abertura para las ventanas, el período radiante coincidió con el desarrollo de las ventanas en banda, en la que una banda central de vidrieras de colores vivos se dispone entre las bandas superior e inferior de cristal transparente o grisalla, lo que permitió aún más inundar los interiores de luz.
A pesar de que los cambios en el diseño de las ventanas son la característica más frecuentemente citada del estilo radiante, en realidad eran sólo una parte de un cambio estético más fundamental. El precursor clave fue el cambio en la construcción de las tracerías de los vanos; la sustitución de la antigua placa de tracería (plate-tracery) (en la que las aberturas de las ventanas se ven como si hubieran sido perforadas en una placa de piedra plana) con la más delicada tracería de barras (bar-tracery , en la que los elementos de piedra que separan los paños acristalados en un hueco son construidos a partir de delgadas molduras talladas, con interiores redondeados y perfiles exteriores). La tracería de barras probablemente hizo su primera aparición en las ventanas del clarestorio en la catedral de Reims y se extendió rápidamente por toda Europa. Además de ser una manera más eficaz y flexible de construcción de ventanas, también allanó el camino para el desarrollo de la tracería ciega (decorando una pared de otro modo en blanco) y de la tracería abierta, que se usaban generalmente los mismos motivos decorativos en ventanas contiguas.
La innovación arquitectónica final del estilo radiante en Francia fue el uso de los triforios acristalados. Anteriormente, el triforio de una catedral gótica temprana o clásica era una banda horizontal oscura, que normalmente servía para disponer un pasaje estrecho, que separaba la parte superior de las arcadas del clarestorio. A pesar de que estos triforios hacían más oscuros los interiores, eran necesarios para adaptarse a las pendientes de las cobertura sobre las naves laterales y las capillas. La solución radiante a esto, tal como se empleó con un efecto brillante en la década de 1230 en la nave de la iglesia de la abadía de Saint-Denis, fue utilizar tejados a dos aguas sobre las naves laterales, con canalones ocultos para drenar el agua de lluvia. Esto conllevó que la pared exterior del pasaje del triforio  podía ser entonces de vidrio transparente, y que la pared interna podía quedar reducida a una tracería de barras esbeltas. Los arquitectos también comenzaron a hacer hincapié en la vinculación entre el triforio y el clarestorio mediante la prolongación de los montantes centrales desde las ventanas de este último en una ejecución de molduras continua que va desde la parte superior de las ventanas hacia abajo atravesando la tracería ciega del triforio hasta la parte superior de la arcadas.

## Influencias de la arquitectura radiante

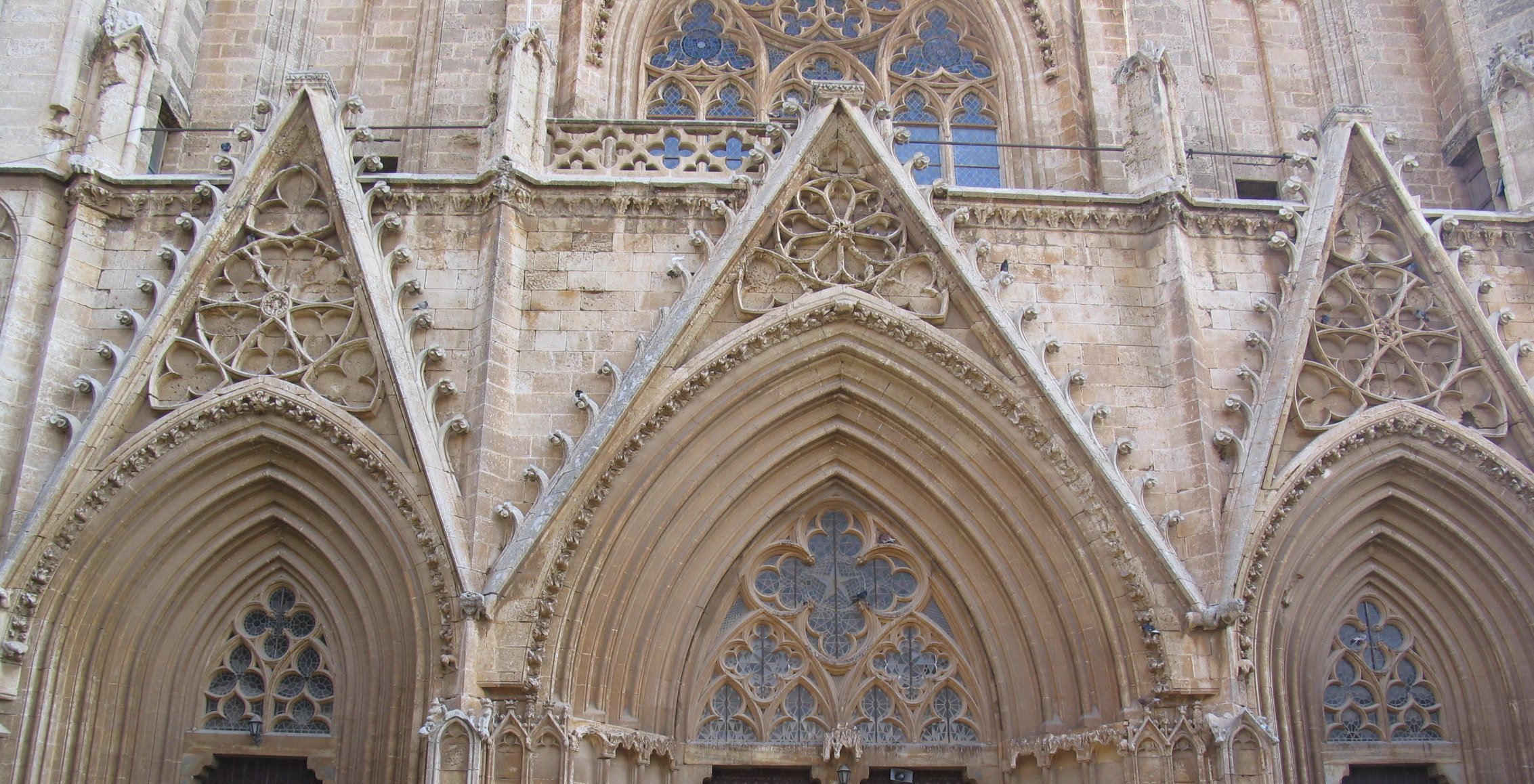
Antigua catedral de Famagusta, Famagusta

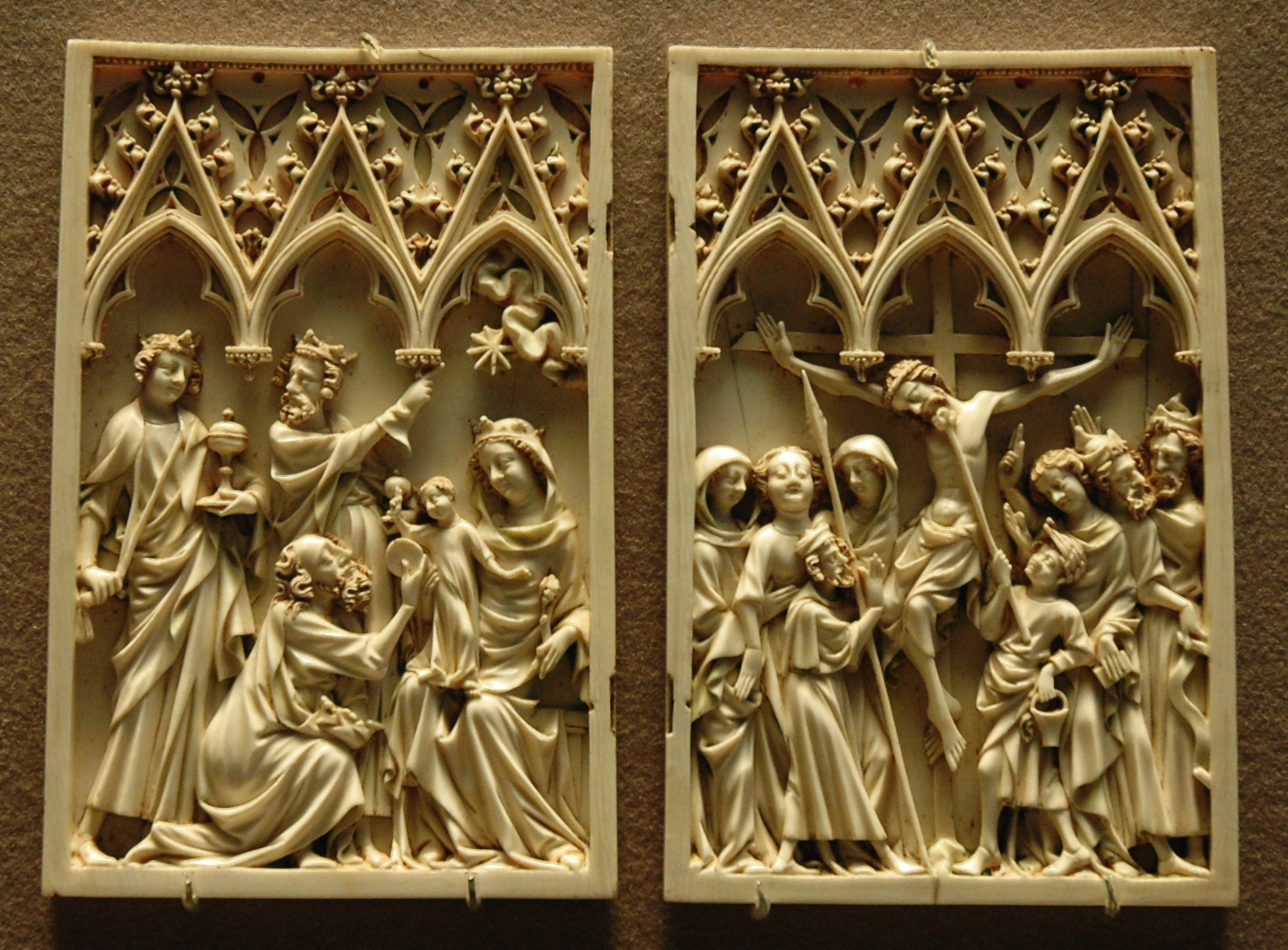
Gabletes perforados habituales del radiantes y tracería abierta empleada como recurso de micro-arquitectura en un díptico de marfil.

Los elementos clave del estilo radiante fueron incorporados en la arquitectura inglesa con la reconstrucción de la abadía de Westminster que realizó el rey Enrique III de Inglaterra, que había estado presente en la consagración de Luis IX en la Sainte Chapelle. La mezcla de estilos en Westminster (un paso crucial en el desarrollo del gótico inglés decorado) ha sido caracterizado por algunos historiadores del arte como «arquitectura francesa con un acento inglés» (French architecture with an English accent). El estilo radiante también fue muy influyente en el Sacro Imperio Romano, como muestran las catedrales de Estrasburgo, Colonia y Praga. En España encontramos los mejores ejemplos en la catedral de León y la catedral de Burgos, esta última bastante modificada en la época del gótico flamígero. El estilo llegó incluso hasta Chipre (un puesto de avanzada cultural francés durante la Edad Media), siendo el ejemplo más destacado la antigua catedral de San Nicolás en Famagusta (ahora Mezquita Lala Mustafa Pasha).
Los diversos elementos decorativos empleados en el estilo radiante (tracería de barras, tracería ciega y abierta, gabletes y pináculos) también se aplicaban en una escala mucho menor, tanto en la micro-arquitectura y en las instalaciones y accesorios de la iglesia (tumbas, santuarios, púlpitos, casas sacramentales, etc.) y también para pequeños objetos portátiles como relicarios, equipo litúrgico, dípticos de marfil, etc. Esta combinación de flexibilidad y portabilidad pueden haber sido un factor clave en la difusión del estilo radiante y sus diversas ramificaciones por toda Europa a finales del siglo XIII y principios del siglo XIV.
La transición (en Francia) a partir del radiante al gótico flamígero fue gradual y evolutiva en las formas, marcadas principalmente por un cambio hacia nuevos patrones de tracería basándose en las curvas en forma de S (estas curvas se asemejan a las llamas que oscilan, de las que el nuevo estilo recibe su nombre). Sin embargo, dado el caos de la Guerra de los Cien Años y las demás desgracias experimentadas por Europa durante el siglo XIV, se hicieron relativamente muy pocas construcciones de gran escala y ciertos elementos del estilo radiante  se mantuvieron en boga hasta bien entrado el siglo siguiente.

## Otros ejemplos

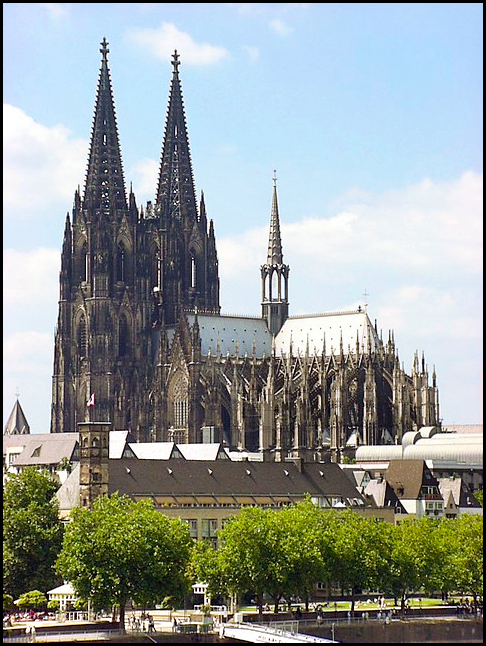
El coro alto de la Catedral de Colonia (1248–1322) es considerado una de las mejores edificaciones del gótico radiante

- La cabecera de la Basílica de los santos Celso y Nazario en Carcasona).
- Iglesia de San Urbano de Troyes.[1]
- La cabecera de la iglesia del priorato de Saint-Thibault,[2] en Saint-Thibault (Côte-d'Or).
- Catedral de Milán, un ejemplo tardío del estilo radiante construido fuera de Francia.

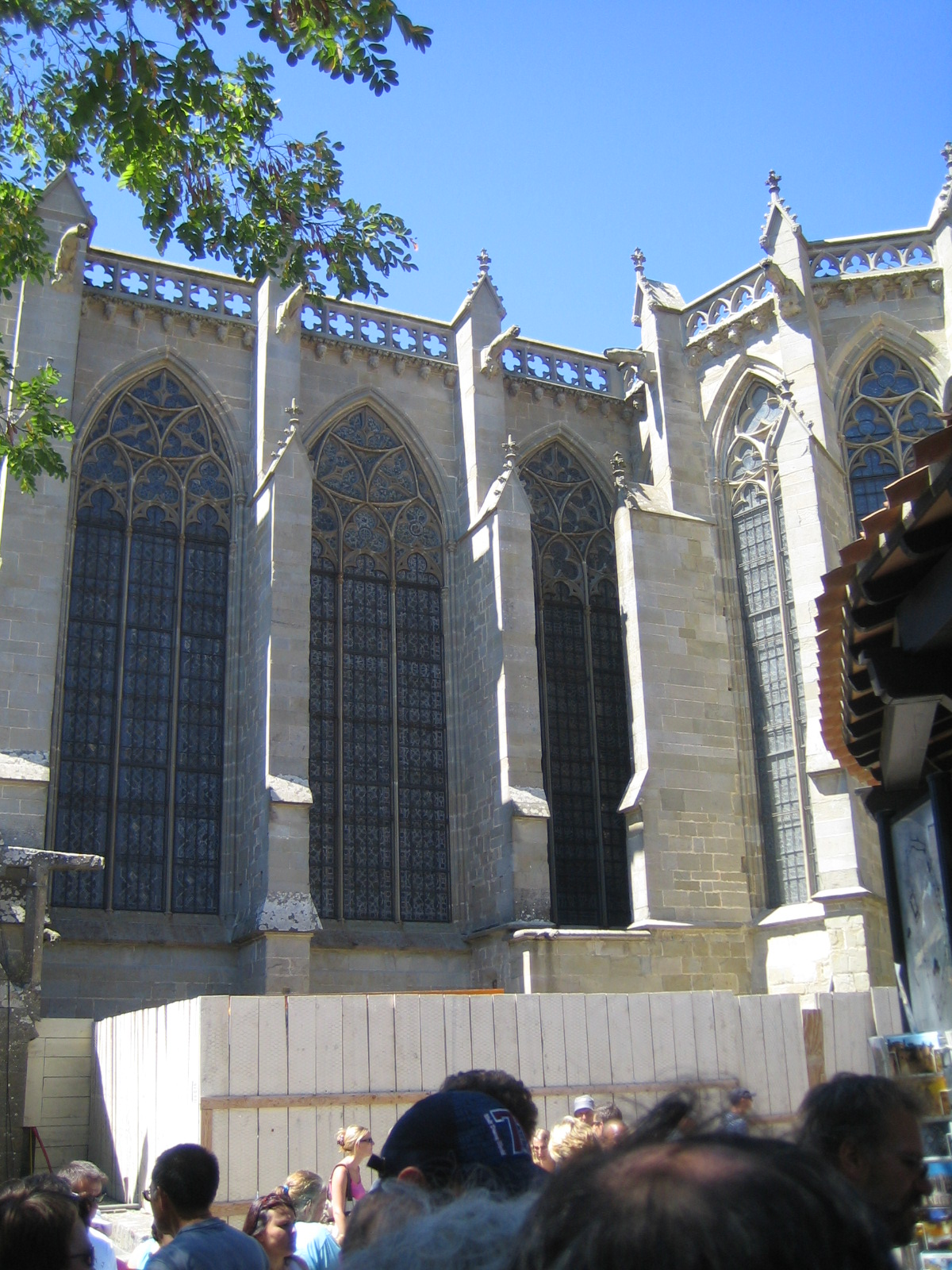
Basílica Saint-Nazaire de Carcasona
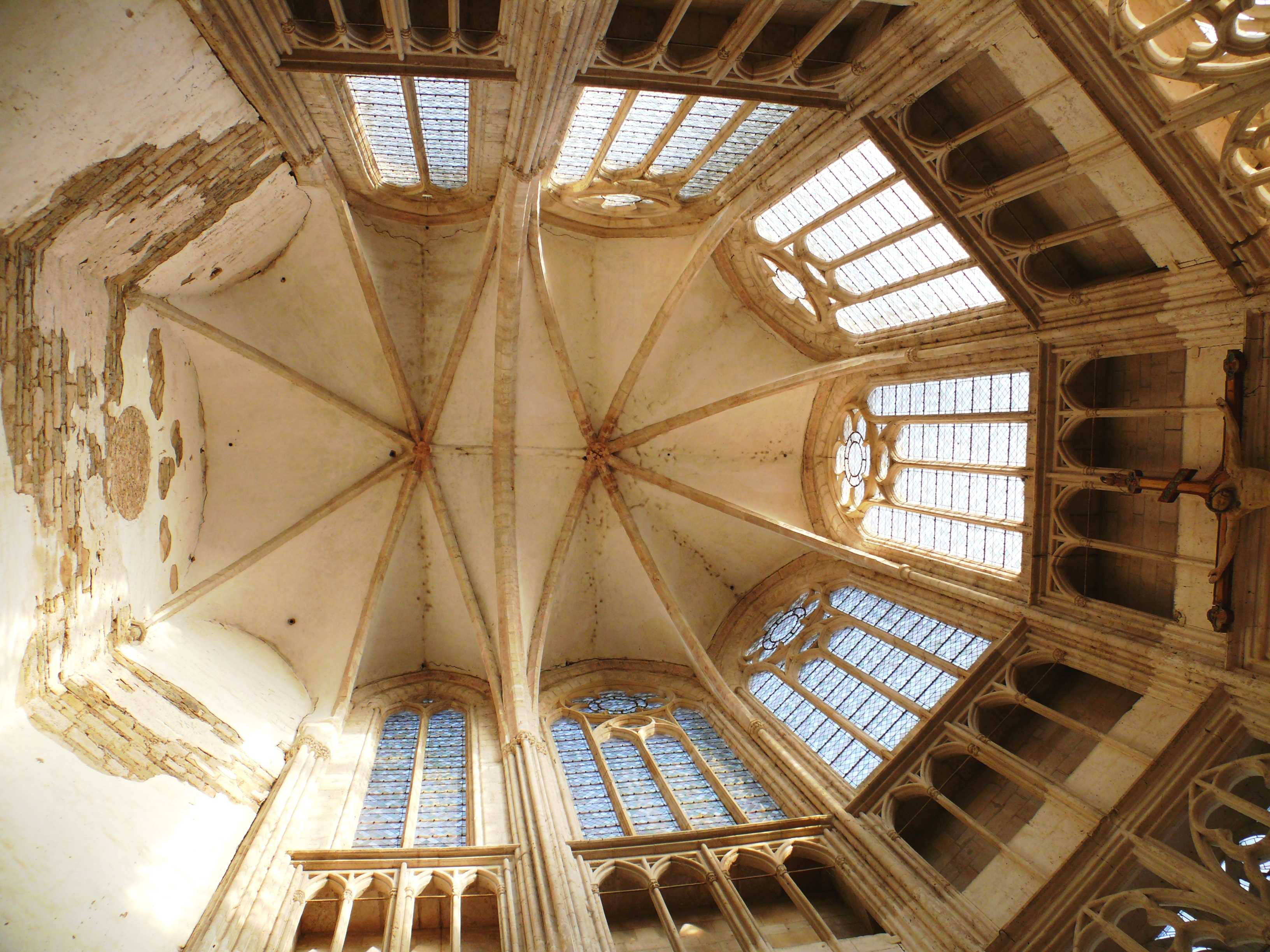
Bóveda del coro del Priorato de Saint-Thibault
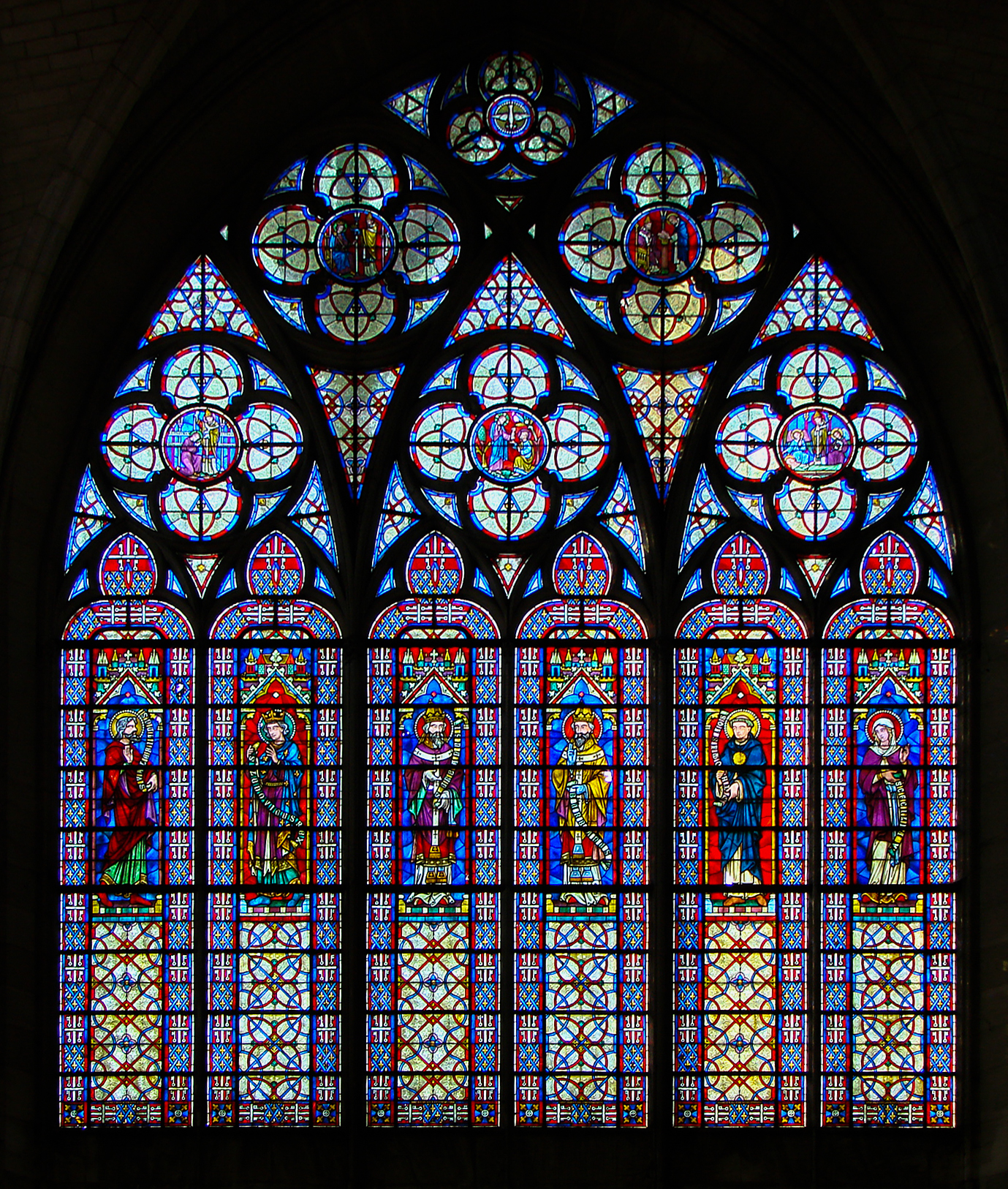
Vidriera de de San Urbano
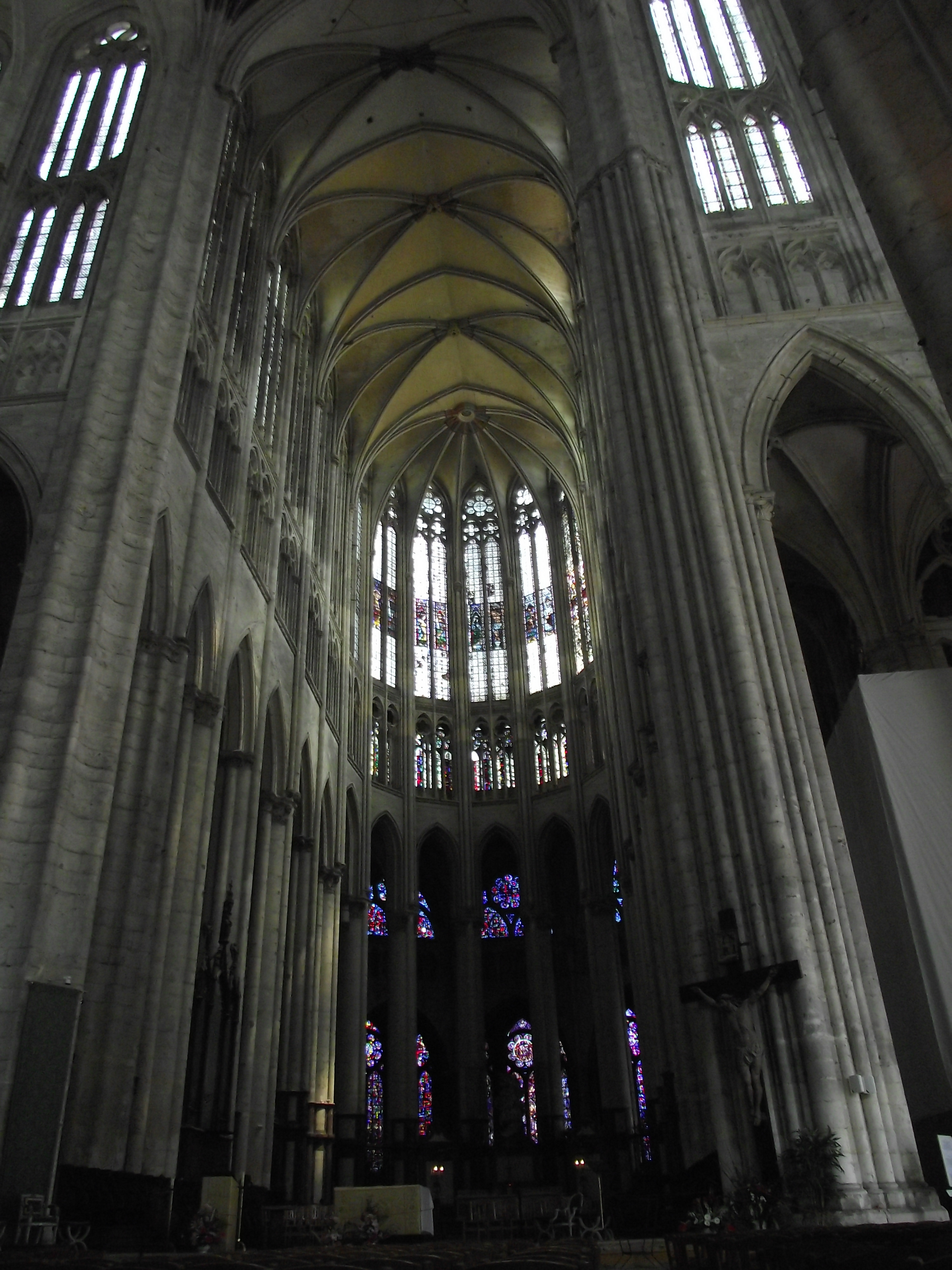
Saint-Pierre (catedral de Beauvais).